# Резолюция Совета Безопасности ООН 1368
Резолюция Совета Безопасности ООН 1368 — Резолюция Совета Безопасности ООН, единогласно принятая 12 сентября 2001 года. Совет Безопасности выразил свою решимость бороться с угрозами международному миру и безопасности вследствие террористических актов и признал право на индивидуальную и коллективную самооборону, безоговорочно осудил террористические акты 11 сентября в Соединённых Штатах Америки.
Осудив террористические акты в Нью-Йорке, Вашингтоне и Пенсильвании, Совет Безопасности ООН также расценил любой акт международного терроризма как угрозу для международного мира и безопасности. В резолюции выражено глубочайшее сочувствие и соболезнование жертвам теракта и их семьям, а также народу и правительству США.
Совет Безопасности призывал все государства срочно предпринять совместные усилия для того, чтобы предать правосудию исполнителей, организаторов и спонсоров террористических актов 11 сентября. Он также подчеркнул, что оказывавшие помощь исполнителям, организаторам и спонсорам этих терактов и те, кто поддерживал или укрывал их, понесут ответственность за это.
Резолюция также призывает международное сообщество удвоить свои усилия по предотвращению и пресечению террористических актов, в том числе путем расширения сотрудничества и осуществления международных антитеррористических конвенций и резолюций Совета Безопасности, в частности резолюции 1269 (1999).
Резолюция заканчивается тем, что Совет Безопасности выразил готовность предпринять все необходимые шаги, чтобы отреагировать на теракты 11 сентября, бороться со всеми формами терроризма в соответствии со своими обязанностями по Уставу Организации Объединённых Наций и постановил продолжать заниматься этим вопросом.